# Плопеній-Марі
Плопеній-Марі (рум. Plopenii Mari) — село у повіті Ботошані в Румунії. Входить до складу комуни Унгурень.
Село розташоване на відстані 387 км на північ від Бухареста, 18 км на північний схід від Ботошань, 101 км на північний захід від Ясс.

## Населення
За даними перепису населення 2002 року у селі проживали 838 осіб, усі — румуни. Усі жителі села рідною мовою назвали румунську.